# Mahmood Amiry-Moghaddam

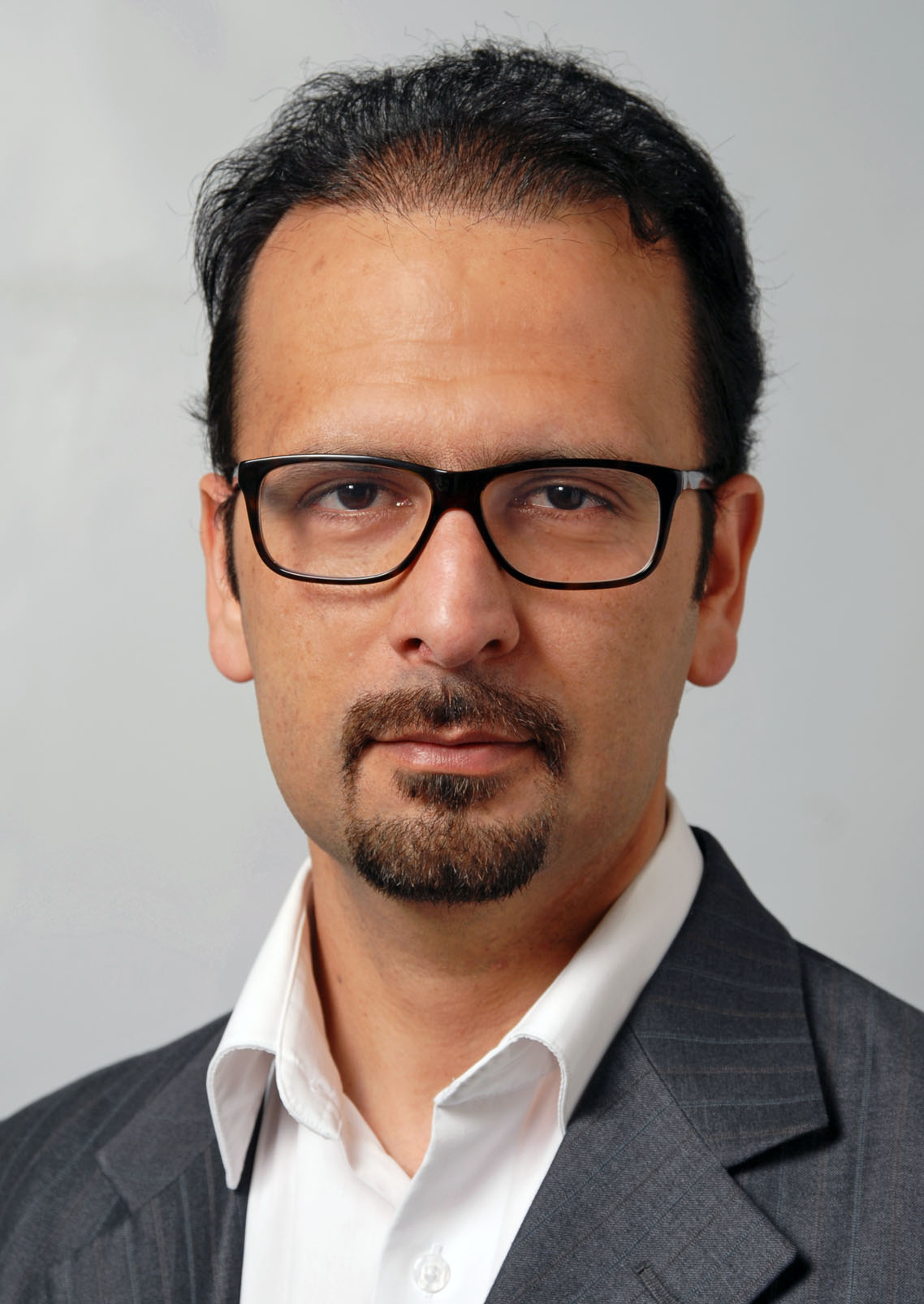
Mahmood Amiry-Moghaddam

Mahmood Amiry-Moghaddam (ur. 1971 roku w Kermanie, Iran) – naukowiec norweski i aktywista na rzecz praw człowieka.

## Życiorys
Pierwsze kilka lat życia Mahmood spędził w Kermanie z całą rodziną. Jednakże kiedy represje rewolucjonistów po ustanowieniu rządów ayatollaha Chomeiniego znacznie się nasiliły rodzice postanowili wysłać dzieci za granicę. Razem ze starszymi bratem i siostrą trafił do Pakistanu. W Karaczi przez dwa lata chodził do szkoły. Organizacja Narodów Zjednoczonych zdołała znaleźć mu azyl w Norwegii. Jako uchodźca radził sobie świetnie. W Oslo poszedł do liceum, które szybko ukończył z wyróżnieniem. Równolegle jednak cały czas działał na rzecz obrony praw człowieka w Iranie. Organizował pikiety i marsze w Oslo. Pragnął obudzić w ludziach świadomość, że w Iranie ludzie tacy jak on – rodacy – nie są wolni.
Po szkole dostał się na Uniwersytet w Oslo. Zainteresował się zagadnieniami mózgu człowieka oraz biologii molekularnej. W 2004 roku obronił na obczyźnie pracę doktorską. Jest autorem kilkudziesięciu prac naukowych oraz niezliczonych badań w zakresie neurobiologii oraz biologii molekularnej. W 2007 roku założył Iranian Human Rights, którego jest również rzecznikiem. Strona monitoruje nieustannie i z powalającą precyzją wydarzenia w Iranie, które można uznać za łamanie praw człowieka. Niemal każdego dnia opisywane są tam przypadki nieuzasadnionego więzienia, licznych egzekucji i innych przejawów autorytarnych rządów w Iranie.
Za swą działalność aktywistyczną Mahmood Amiry-Moghaddam został odznaczony w 2007 roku nagrodą norweskiego Amnesty International, które okrzyknęło go "niestrudzonym bohaterem dnia codziennego". Nie bez echa przeszła także jego postawa naukowa. Pracę doktorską nagrodził sam Król Harald V. Zdobył także szereg innych, prestiżowych nagród, jak choćby nagroda fundacji Leifa Erikssona, czy Andersa Jahre.